# Бурлак Іван Омелянович
Іва́н Омеля́нович Бурлак (нар. 1909 — пом. 1994) — старшина Червоної армії часів Другої світової війни, командир кулеметного розрахунку 879-го гірськострілецького полку (242-я гірськострілецька дивізія, 3-й гірськострілецький корпус), Герой Радянського Союзу (1945).

## Життєпис
Народився 8 жовтня 1909 року у с. Кожанка Оратівського району Вінницької області в селянській родині. Українець.
Здобув початкову освіту, працював у колгоспі до призову за мобілізацією Плисківським РВК у червні 1941-го.

## Друга світова війна
З липня 1941 на фронтах війни брав участь у бойових діях на Південно-Західному, Північно-Кавказькому та 4-му Українському фронтах.
Першу медаль «За відвагу» отримав за бої в станиці Ростогаєвській Краснодарського краю. Коли воював на Керченському півострові, нагороджений медаллю «За бойові заслуги».
За бої на підступах до Севастополя отримав орден Слави 3-го ступеня.
7 травня 1944 року в районі Севастополя, попри масований ворожий вогонь Іван Бурлак висунувся з кулеметом у фланг німецького підрозділу та знищив кілька десятків ворожих солдат і офіцерів. В ніч на 8 травня при зміні вогневої позиції в рукопашному бою знищив одного та взяв у полон 3 гітлерівців. Вдень 8 травня в ході бою північно-західніше села Карань Балаклавського району вогнем з флангу знищив більш як взвод німецьких вояків.
За героїзм, виявлений при визволененні Севастополя, представлений до звання Герой Радянського Союзу.
Після визволення Криму 242-га гірничострілецька дивізія, у складі якої воював Бурлак І. О., була перекинута до Карпат. За участь у Східно-Карпатській операції наказом по військах 4-го Українського фронту він нагороджений орденом Слави 3-го ступеня.

## Після війни
Після демобілізації старшина Бурлак І. О. повернувся на Батьківщину й далі працював у колгоспі, був обраний головою колгоспу. Жив у селі Кожанка та помер 12 грудня 1994 року.